# Disco-funk
Le disco-funk est un type de musique regroupant le disco et le funk ou la soul, courant de la fin des années 1970 à aujourd'hui. Ce genre est l'objet de nombreuses compilations et remixes. Il est diffusé sur de nombreuses radios, webradios, et en discothèque.
Le style est venu avec l'arrivée du disco ayant gardé la caractéristique de la prédominance de la basse et du rythme, mais contrairement à la plupart des morceaux funk, il y a des influences beaucoup plus pop, voire rock ainsi que la présence de violons. Certains artistes de l'époque, après avoir eu une certaine expérience dans le funk, ont commencé à faire un mélange de disco et de leur style de base.
Un des premiers fut Jimmy « Bo » Horne, ensuite des groupes comme Chic dont les deux premiers albums (Chic, C'est chic) mélangent disco et funk avec par exemple les chansons Le Freak, Dance, Dance, Dance ou encore Good Times où l'on peut distinguer le riff de basse funky avec la présence de violons et beaucoup moins d'influences jazzy comme l'était le funk avant la venue du disco.

## Exemples
Le style disco-funk ne concerne que certaines parties de discographie ou d'albums de groupe disco, funk et/ou soul.
Voici des exemples type :
- Michael Jackson - Don't Stop 'Til You Get Enough, Thriller
- Rick James - Super Freak
- Evelyn « Champagne » King - Shame
- Chic - Good Times
- Jimmy « Bo » Horne - Dance Across the Floor
- GQ (en) - Disco Nights
- One Way (en) - You Can Do It
- Raydio (en) - It's Time to Party Now
- D. Train - You're the One for Me
- Taana Gardner (en) - Heart Beat

Les principaux labels sont :
- Salsoul Records (Skyy, Funk Deluxe, Joe Bataan, etc.) ;
- Solar Records (Midnight Star, The Whispers, Lakeside, Dynasty (en), etc.) ;
- Prelude Records (The Strikers (en), D. Train, France Joli, Sharon Redd, etc.).

À noter qu'une nouvelle scène française se base sur ce style : Enois Scroggins, Ameega, Breakbot, Thomas G, Magoo, Swade, Funkastic, Time Machine Gang, etc.